# Società Sportiva Nola 1988-1989
Questa voce raccoglie le informazioni riguardanti la Società Sportiva Nola nelle competizioni ufficiali della stagione 1988-1989.

## Stagione
La stagione 1988-1989 del Nola è stata la quarta consecutiva stagione in Serie C2 e la quinta complessiva in Serie C. Il club nolano, inoltre, ha partecipato per la quarta volta alla Coppa Italia di Serie C. Partito con Elia Greco in panchina, il Nola cambiò guida tecnica dopo la settima giornata, scegliendo come nuovo allenatore Lucio Mujesan. In Coppa Italia il cammino si interruppe già alla fase a gironi, mentre in campionato la squadra concluse al settimo posto, migliorando l'ottavo posto della stagione precedente.

## Divise e sponsor
| Casa |

Il Nola disputò la stagione utilizzando la classica maglia a strisce bianconere, con pantaloncini bianchi e calzettoni bianchi.
Gli sponsor ufficiali erano l'Hotel Sanremo e Nusco Porte.

## Organigramma societario
- Presidente Onorario: ing. Aniello Taurisano
- Presidente: avv. Vittorio Allocca
- Consigliere Delegato: Andrea Chiavelli
- Direttore Sportivo: Gianni Monopoli
- Segretario: Salvatore Ruoppo
- Allenatore: Elia Greco, poi Lucio Mujesan
- Allenatore in seconda: Biagio Barberis
- Preparatore atletico: Temistocle Tomaselli
- Medico sportivo: Giuseppe Sasso e Gaetano Profeta
- Sede: Piazza Duomo, 80035, Nola (NA)

## Rosa
| N. |                      | Ruolo | Calciatore           |
| -- | -------------------- | ----- | -------------------- |
|    | Italia (bandiera)    | A     | Pasquale Angora      |
|    | Italia (bandiera)    | D     | Alessandro Caruso    |
|    | Italia (bandiera)    | A     | Salvatore Ciullo     |
|    | Argentina (bandiera) | C     | Osvaldo Dalla Buona  |
|    | Italia (bandiera)    | D     | Antonio De Crescenzo |
|    | Italia (bandiera)    | A     | Sergio De Riggi      |
|    | Italia (bandiera)    | D     | Francesco Di Spirito |
|    | Italia (bandiera)    | C     | Antonio Falanga      |
|    | Italia (bandiera)    | P     | Enrico Gelotto       |
|    | Italia (bandiera)    | A     | Crescenzo Izzo       |
|    | Italia (bandiera)    | D     | Vincenzo La Manna    |
|    | Italia (bandiera)    | D     | Vincenzo Lanzaro     |
|    | Italia (bandiera)    | P     | Filippo Latella      |

| N. |                   | Ruolo | Calciatore         |
| -- | ----------------- | ----- | ------------------ |
|    | Italia (bandiera) | C     | Antonio Marrazzo   |
|    | Italia (bandiera) | C     | Alessandro Morello |
|    | Italia (bandiera) | D     | Gabriele Morganti  |
|    | Italia (bandiera) | C     | Gianluca Petrachi  |
|    | Italia (bandiera) | C     | Ciro Raimondo      |
|    | Italia (bandiera) | C     | Natale Rega        |
|    | Italia (bandiera) | A     | Ugo Ricci          |
|    | Italia (bandiera) | C     | Giuseppe Sapio     |
|    | Italia (bandiera) | P     | Enrico Silvestri   |
|    | Italia (bandiera) | A     | Agostino Spica     |
|    | Italia (bandiera) | C     | Massimo Spigoni    |

## Risultati

### Campionato

#### Girone di andata
| Arbitro: | Misticone (Ascoli Piceno) |

|  |           |                        |
|  | Marcatori | 74’ Alessandro Morello |

| Arbitro: | Arcangeli (Terni) |

|                   |           |                         |
| Marrazzo 22’, 35’ | Marcatori | 52’ Di Bari 56’ Mazzini |

| Arbitro: | Massimo Ferro (Verona) |

|                 |           |  |
| Torregrossa 75’ | Marcatori |  |

| Arbitro: | Massimo Chiesa (Livorno) |

|                               |           |                                              |
| Morganti 17’ (aut.) Ruzza 60’ | Marcatori | 10’ Alessandro Morello 18’ (rig.), 56’ Spica |

| Arbitro: | Scarfò (Reggio Calabria) |

|            |           |                   |
| Ciullo 13’ | Marcatori | 82’ Domenico Caso |

| Sorrento 16 ottobre 1988 6ª giornata | Sorrento       | 0 – 0 | Nola | Stadio Italia (1000 spett.)\| Arbitro: \| Pala (Alghero) \| |
| Arbitro:                             | Pala (Alghero) |       |      |                                                             |

| Arbitro: | Iannello (Pavia) |

|              |           |           |
| La Manna 90’ | Marcatori | 36’ Ferri |

| Lentini 30 ottobre 1988 8ª giornata | Atletico Leonzio | 0 – 0 | Nola | Stadio Angelino Nobile\| Arbitro: \| Masullo (Verona) \| |
| Arbitro:                            | Masullo (Verona) |       |      |                                                          |

| Nola 6 novembre 1988 9ª giornata | Nola          | 0 – 0 | Cavese | Stadio Comunale Piazza d'Armi\| Arbitro: \| Rocchi (Roma) \| |
| Arbitro:                         | Rocchi (Roma) |       |        |                                                              |

| Arbitro: | Mangerini (Brescia) |

|                  |           |  |
| Conte 87’ (rig.) | Marcatori |  |

| Arbitro: | Florio (Vasto) |

|                                 |           |  |
| Ricci 45’ Gianluca Petrachi 87’ | Marcatori |  |

| Arbitro: | Masulli (Cremona) |

|                                     |           |  |
| Caruso 7’ Tudisco 83’ Tricarico 89’ | Marcatori |  |

| Nola 4 dicembre 1988 13ª giornata | Nola            | 0 – 0 | Campania | Stadio Comunale Piazza d'Armi\| Arbitro: \| Rausa (Cosenza) \| |
| Arbitro:                          | Rausa (Cosenza) |       |          |                                                                |

| Arbitro: | Zuccolini (Reggio Emilia) |

|                     |           |                       |
| Vulpiani 87’ (rig.) | Marcatori | 28’ Sapio 73’ Falanga |

| Nola 18 dicembre 1988 15ª giornata | Nola              | 0 – 0 | Juventina Gela | Stadio Comunale Piazza d'Armi\| Arbitro: \| Bertocci (Genova) \| |
| Arbitro:                           | Bertocci (Genova) |       |                |                                                                  |

| Arbitro: | Costamagna (Torino) |

|                          |           |  |
| Di Spirito 15’ Sapio 49’ | Marcatori |  |

| Arbitro: | Bernardini (Rovigo) |

|                         |           |  |
| Germano 1’ Lo Gatto 78’ | Marcatori |  |

#### Girone di ritorno
| Arbitro: | Mangerini (Brescia) |

|           |           |  |
| Ricci 55’ | Marcatori |  |

| Arbitro: | Conbelardo (Bassano del Grappa) |

|             |           |           |
| Mazzini 54’ | Marcatori | 80’ Sapio |

| Arbitro: | Montesano (Napoli) |

|           |           |  |
| Sapio 74’ | Marcatori |  |

| Arbitro: | Borsetti (Cagliari) |

|                                     |           |           |
| Alessandro Morello 61’ La Manna 74’ | Marcatori | 69’ Ruzza |

| Latina 19 febbraio 1989 22ª giornata | Latina  | 0 – 0 | Nola | Stadio Comunale (Mangherini spett.)\| Arbitro: \| Brescia \| |
| Arbitro:                             | Brescia |       |      |                                                              |

| Nola 5 marzo 1989 23ª giornata | Nola              | 0 – 0 | Sorrento | Stadio Comunale Piazza d'Armi\| Arbitro: \| Bertocci (Genova) \| |
| Arbitro:                       | Bertocci (Genova) |       |          |                                                                  |

| Arbitro: | Gaviraghi (Seregno) |

|                     |           |                    |
| Maurizio Coppola 1’ | Marcatori | 90'+3’ Dalla Buona |

| Arbitro: | Dinelli (Lucca) |

|                             |           |              |
| Spica 26’ (rig.) Ciullo 55’ | Marcatori | 48’ Pecoraro |

| Cava de' Tirreni 25 marzo 1989 26ª giornata | Cavese              | 0 – 0 | Nola | Stadio Simonetta Lamberti (4773 spett.)\| Arbitro: \| Bernardini (Rovigo) \| |
| Arbitro:                                    | Bernardini (Rovigo) |       |      |                                                                              |

| Nola 9 aprile 1989 27ª giornata | Nola              | 0 – 0 | Vigor Lamezia | Stadio Comunale Piazza d'Armi (2000 spett.)\| Arbitro: \| Baglieri (Tivoli) \| |
| Arbitro:                        | Baglieri (Tivoli) |       |               |                                                                                |

| Arbitro: | Minotti (Frosinone) |

|              |           |                        |
| Cetronio 19’ | Marcatori | 43’ Alessandro Morello |

| Arbitro: | Benazzoli (Bassano del Grappa) |

|          |           |                           |
| Sapio 5’ | Marcatori | 59’ Tudisco 79’ Ardizzone |

| Arbitro: | Masulli (Cremona) |

|                                                   |           |  |
| Costa 7’ Lorenzo Battaglia 44’ Maci 45’ Sacco 65’ | Marcatori |  |

| Arbitro: | Curotti (Piacenza) |

|                                      |           |                |
| Di Spirito 20’ Sapio 28’ (rig.), 46’ | Marcatori | 11’ Fermanelli |

| Arbitro: | Moretti (Cosenza) |

|                                       |           |  |
| Docente 54’ Di Stefano 58’ Grande 72’ | Marcatori |  |

| Arbitro: | Alessandria |

|                                        |           |              |
| Cantile 29’ Condemi 78’ Fontanella 88’ | Marcatori | 22’ Marrazzo |

| Nola 4 giugno 1989 34ª giornata                                                                     | Nola      | 3 – 3                       | Kroton | Stadio Comunale Piazza d'Armi |
| \| \| \| \| \| La Manna 5’ Izzo 29’ Sapio 90’ (rig.) \| Marcatori \| 7’, 69’ Mordocco 66’ Aversa \| |           |                             |        |                               |
| |           |                             |        |                               |
| La Manna 5’ Izzo 29’ Sapio 90’ (rig.)                                                               | Marcatori | 7’, 69’ Mordocco 66’ Aversa |        |                               |

### Coppa Italia Serie C

#### Fase a gironi - Girone Q
| Arbitro: | Di Renzo (Roma) |

|            |           |                                            |
| Angora 68’ | Marcatori | 53’ Grillo 56’ Troise 60’ Raffaele Cerbone |

| Arbitro: | Grimaldi (Catania) |

|                          |           |                  |
| Falanga 23’ Marrazzo 70’ | Marcatori | 78’ (rig.) Costa |

| Arbitro: | Minotti (Frosinone) |

|                   |           |            |
| Veglia 40’ (rig.) | Marcatori | 46’ Ciullo |

| Caserta 31 agosto 1988 4ª giornata | Casertana         | 0 – 0 | Nola | Stadio Alberto Pinto\| Arbitro: \| Moretti (Cosenza) \| |
| Arbitro:                           | Moretti (Cosenza) |       |      |                                                         |

| Arbitro: | Dinelli (Lucca) |

|            |           |            |
| Cresci 45’ | Marcatori | 67’ Ciullo |

| Arbitro: | Saia (Palermo) |

|                        |           |           |
| Alessandro Morello 84’ | Marcatori | 27’ Ruzza |

## Statistiche

### Statistiche di squadra
| Competizione         | Punti | In casa | In casa | In casa | In casa | In casa | In casa | In trasferta | In trasferta | In trasferta | In trasferta | In trasferta | In trasferta | Totale | Totale | Totale | Totale | Totale | Totale | DR |
| Competizione         | Punti | G       | V       | N       | P       | Gf      | Gs      | G            | V            | N            | P            | Gf           | Gs           | G      | V      | N      | P      | Gf     | Gs     | DR |
| -------------------- | ----- | ------- | ------- | ------- | ------- | ------- | ------- | ------------ | ------------ | ------------ | ------------ | ------------ | ------------ | ------ | ------ | ------ | ------ | ------ | ------ | -- |
| Serie C2             | 36    | 17      | 7       | 9       | 1       | 21      | 12      | 17           | 3            | 7            | 7            | 10           | 23           | 34     | 10     | 16     | 8      | 31     | 35     | -4 |
| Coppa Italia Serie C | 5     | 3       | 1       | 1       | 1       | 4       | 4       | 3            | 1            | 2            | 0            | 3            | 1            | 6      | 2      | 3      | 1      | 7      | 5      | +2 |
| Totale               | 41    | 20      | 8       | 10      | 2       | 25      | 16      | 20           | 4            | 9            | 7            | 13           | 24           | 40     | 12     | 19     | 9      | 38     | 40     | -2 |

| Giornata  | 1 | 2 | 3 | 4 | 5 | 6 | 7 | 8 | 9 | 10 | 11 | 12 | 13 | 14 | 15 | 16 | 17 | 18 | 19 | 20 | 21 | 22 | 23 | 24 | 25 | 26 | 27 | 28 | 29 | 30 | 31 | 32 | 33 | 34 |
| --------- | - | - | - | - | - | - | - | - | - | -- | -- | -- | -- | -- | -- | -- | -- | -- | -- | -- | -- | -- | -- | -- | -- | -- | -- | -- | -- | -- | -- | -- | -- | -- |
| Luogo     | T | C | T | T | C | T | C | T | C | T  | C  | T  | C  | T  | C  | C  | T  | C  | T  | C  | C  | T  | C  | T  | C  | T  | C  | T  | C  | T  | C  | T  | T  | C  |
| Risultato | V | N | P | V | N | N | N | N | N | P  | V  | P  | N  | V  | N  | V  | P  | V  | N  | V  | V  | N  | N  | N  | V  | N  | N  | N  | P  | P  | V  | P  | P  | N  |

Legenda:

Luogo: C = Casa; T = Trasferta. Risultato: V = Vittoria; N = Pareggio; P = Sconfitta.

### Statistiche dei giocatori
| Giocatore      | Serie C2 | Serie C2 | Serie C2    | Serie C2   | Coppa Italia Serie C | Coppa Italia Serie C | Coppa Italia Serie C | Coppa Italia Serie C | Totale   | Totale | Totale      | Totale     |
| Giocatore      | Presenze | Reti     | Ammonizioni | Espulsioni | Presenze             | Reti                 | Ammonizioni          | Espulsioni           | Presenze | Reti   | Ammonizioni | Espulsioni |
| -------------- | -------- | -------- | ----------- | ---------- | -------------------- | -------------------- | -------------------- | -------------------- | -------- | ------ | ----------- | ---------- |
| P. Angora      | 3        | 0        | ?           | 0          | 6                    | 1                    | ?                    | 0                    | 9        | 1      | ?           | 0          |
| A. Caruso      | 23       | 0        | 4+          | 0          | 5                    | 0                    | ?                    | 0                    | 28       | 0      | 4+          | 0          |
| S. Ciullo      | 28       | 2        | 2+          | 0          | 5                    | 1                    | ?                    | 0                    | 33       | 3      | 2+          | 0          |
| O. Dalla Buona | 29       | 1        | 3+          | 2          | 4                    | 0                    | ?                    | 0                    | 33       | 1      | 3+          | 2          |
| S. De Riggi    | 0        | 0        | 0           | 0          | 1                    | 0                    | ?                    | 0                    | 1        | 0      | 0+          | 0          |
| F. Di Spirito  | 31       | 2        | ?           | 0          | 6                    | 0                    | ?                    | 0                    | 37       | 2      | ?           | 0          |
| A. Falanga     | 27       | 1        | 2+          | 1          | 6                    | 1                    | ?                    | 0                    | 33       | 2      | 2+          | 1          |
| E. Gelotto     | 2        | -4       | ?           | 0          | 0                    | 0                    | 0                    | 0                    | 2        | -4     | 0+          | 0          |
| C. Izzo        | 18       | 1        | 1+          | 0          | 0                    | 0                    | 0                    | 0                    | 18       | 1      | 1+          | 0          |
| V. La Manna    | 30       | 3        | 2+          | 2          | 6                    | 0                    | ?                    | 0                    | 36       | 3      | 2+          | 2          |
| V. Lanzaro     | 19       | 0        | 4+          | 0          | 3                    | 0                    | ?                    | 0                    | 22       | 0      | 4+          | 0          |
| F. Latella     | 30       | -25      | ?           | 0          | 6                    | -7                   | ?                    | 0                    | 36       | -32    | ?           | 0          |
| A. Marrazzo    | 30       | 2        | 2+          | 0          | 6                    | 1                    | 2+                   | 0                    | 36       | 3      | 4+          | 0          |
| A. Morello     | 28       | 4        | ?           | 1          | 1                    | 1                    | ?                    | 0                    | 29       | 5      | ?           | 1          |
| G. Morganti    | 26       | 0        | 1+          | 0          | 0                    | 0                    | 0                    | 0                    | 26       | 0      | 1+          | 0          |
| G. Petrachi    | 29       | 1        | ?           | ?          | 0                    | 0                    | 0                    | 0                    | 29       | 1      | 0+          | 0+         |
| C. Raimondo    | 3        | 0        | ?           | 0          | 6                    | 0                    | ?                    | 0                    | 9        | 0      | ?           | 0          |
| N. Rega        | 22       | 0        | 1+          | 0          | 6                    | 0                    | ?                    | 0                    | 28       | 0      | 1+          | 0          |
| U. Ricci       | 13       | 2        | ?           | 0          | 0                    | 0                    | 0                    | 0                    | 13       | 2      | 0+          | 0          |
| G. Sapio       | 23       | 8        | ?           | 0          | 0                    | 0                    | 0                    | 0                    | 23       | 8      | 0+          | 0          |
| E. Silvestri   | 2        | -6       | ?           | 0          | 0                    | 0                    | 0                    | 0                    | 2        | -6     | 0+          | 0          |
| A. Spica       | 13       | 3        | 1+          | 1          | 0                    | 0                    | 0                    | 0                    | 13       | 3      | 1+          | 1          |
| M. Spigoni     | 7        | 0        | ?           | 0          | 4                    | 0                    | ?                    | 0                    | 11       | 0      | ?           | 0          |